# Détroit de Géorgie
Pour les articles homonymes, voir Géorgie.
Le détroit de Géorgie, aussi appelé détroit de Georgia (en anglais : Strait of Georgia, parfois appelé Gulf of Georgia, ce qui fut d'ailleurs le toponyme officiel entre 1800 et 1865), est un détroit faisant partie des eaux côtières de l'Alaska du Sud-Est et de la Colombie-Britannique. Il mesure 240 kilomètres de longueur entre l’île de Vancouver et la côte continentale de la Colombie-Britannique au Canada. Au sud, le détroit se termine à l’intersection entre le Puget Sound aux États-Unis et le détroit de Juan de Fuca. Au nord, il se termine au détroit de Johnstone (Johnstone Strait) et à l'embouchure des baies Bute (Bute Inlet) et Desolation (Desolation Sound).
L'ensemble constitué par le détroit de Géorgie, le détroit de Juan de Fuca et Puget Sound a été conjointement désigné mer des Salish (Salish Sea) par les gouvernements canadien et américain en hommage aux populations indiennes originaires de cette région.

## Géographie

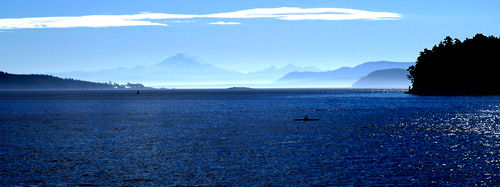
Le détroit de Géorgie.

### Caractéristiques
Le détroit de Géorgie est constitué de l'étendue d'eau marine située entre l'Île de Vancouver et la côte continentale de la Colombie-Britannique. Il forme en fait une véritable mer intérieure qui communique avec l'océan Pacifique principalement par le détroit de Juan de Fuca au sud de l'île de Vancouver, tandis que la partie nord du détroit est encombrée d'une multitude d'îles.
Outre le Fraser qui y débouche dans la partie sud, il y a des centaines de cours d'eau qui se jettent dans le détroit de Géorgie, ce qui en fait un immense système estuarien abritant un écosystème d'une grande richesse biologique.

### Bras de mer du détroit de Géorgie
Les principaux bras de mer situés sur les rives du détroit sont les suivants :
- Baie Burrard (Burrard Inlet)
- Baie Howe (Howe Sound)
- Baie Jervis (Jervis Inlet)
- Baie Desolation (Desolation Sound)
- Baie Toba (Toba Inlet)
- Baie Bute (Bute Inlet)
- Seymour Narrows

### Îles du détroit de Géorgie
Les principales îles du détroit sont les suivantes :
- Île de Vancouver
- Îles Gulf :
  - Îles Gulf du sud (principales îles) : île Saltspring, île Gabriola, île Galiano, îles Pender, île Valdes ;
  - Îles Gulf du nord (principales îles) : île Texada, île Hornby, île Lasqueti.

## Histoire

### Premières nations

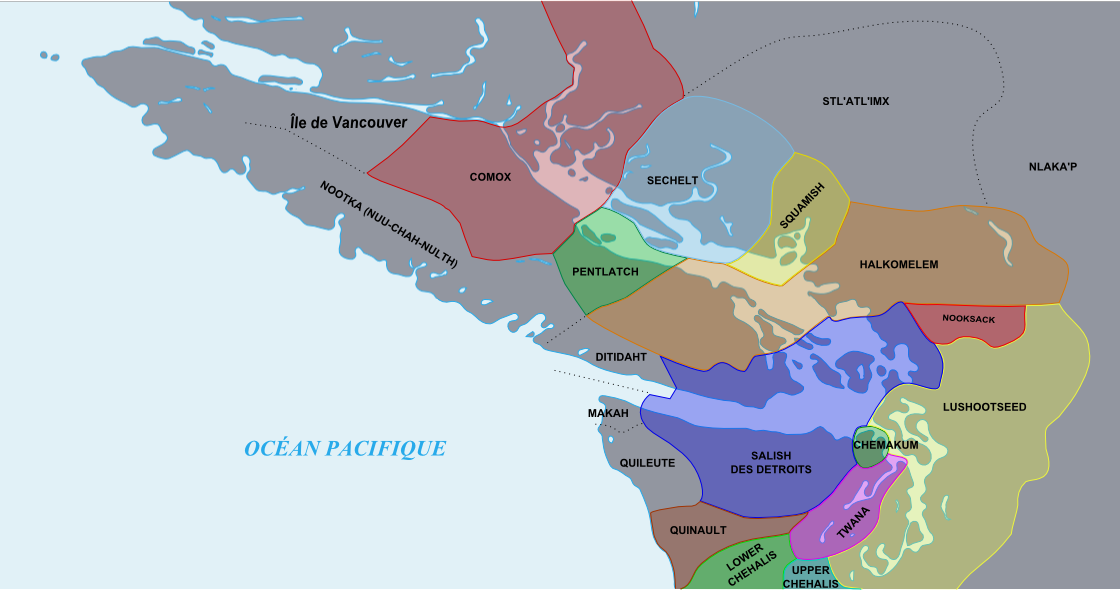
Carte des populations salish de la côte

Les rivages du détroit de Géorgie ont été habités depuis des milliers d'années par plusieurs populations amérindiennes faisant partie du groupe salish de la côte.

### Arrivée des Européens
Les premiers européens à avoir exploré le détroit, faisaient partie de l'expédition conduite par le pilote José María Narváez en 1791. Un officier de l'expédition, nommé Francisco de Eliza y Reventa, lui donnera le nom de Gran Canal de Nuestra Señora del Rosario la Marinera, ce nom sera abrégé sur les cartes espagnoles sous la forme Canal del Rosario.
Le capitaine britannique George Vancouver l'explorera à son tour en 1792 et lui affectera le nom de Gulphe of Georgia (modernisé sous la forme Gulf of Georgia en 1800) en hommage au roi George III. Ce nom restera en usage jusqu'en 1865 puis il sera corrigé à l'initiative du capitaine George Henry Richards en Georgia Strait, traduit en français par « détroit de Géorgie » ou « détroit de Géorgia ». En 1913 le changement de toponyme sera officiellement entériné par les autorités canadiennes.